# Sarcosuchus
Sarcosuchus (cocodrilo carnívoro), comúnmente llamado SuperCroc,  es un género extinto de cocodrilomorfo neosuquio que vivió durante el período Cretácico de la Era Mesozoica, hace aproximadamente 110 millones de años, en África y América del Sur. Se conocen dos especies, Sarcosuchus imperator y Sarcosuchus hartti.
Sarcosuchus fue descubierto por primera vez en 1947 por el paleontólogo francés Félix de Lapparent, quien  encontró algunos de sus dientes cónicos, sus vértebras y las escamas de un pie. En 1966, Philippe Taquet llamó a esta criatura Sarcosuchus imperator. De hecho, Philippe Taquet había descubierto los restos de Sarcosuchus imperator en 1964, en Gadoufaoua, Teneré, Níger. También se descubrieron otros fósiles de este género en Brasil, América del Sur, siendo clasificados como S. hartti. 
En 2000 se realizó una expedición al desierto del Sahara, donde se encontraron nuevos restos de esta especie. El paleontólogo Paul Sereno y su equipo, recuperaron fósiles de vértebras, huesos de las extremidades, placas, mandíbulas y un cráneo casi completo. Los fósiles encontrados han reunido un poco más del 50% del esqueleto, lo suficiente como para reconstruir un ejemplar a su tamaño real.

## Descripción
Vivió hace 110 millones de años en la zona que actualmente ocupa el desierto del Sahara, y que en el Período Cretácico pertenecía a una región selvática y pantanosa poblada por dinosaurios y distintas especies de plantas y animales, incluidos los cocodrilos, que sobrevivían gracias a la afluencia de grandes ríos de la época. Aunque no se han encontrado esqueletos completos de sarcosucos que permitan hacer una reconstrucción fiel de su aspecto físico, el análisis de sus cráneos (de hasta 1,80 m de longitud) y la poca evolución que han experimentado los cocodrilos desde su aparición, han permitido hacer bosquejos de su posible apariencia, basándose únicamente en comparaciones con el aspecto físico de los cocodrilos actuales.
La longitud total del cuerpo de un cocodrilo corresponde a aproximadamente 8 veces el largo de su cráneo. Siendo que el cráneo del sarcosuco llegó a alcanzar hasta 1,80 m de longitud, se deduce que su tamaño total debió alcanzar aproximadamente los 11.5 m de largo. El cuerpo de los cocodrilos tiene básicamente la misma constitución sin importar la especie, de modo que habiendo obtenido el largo del ejemplar, puede deducirse su peso: aproximadamente unas 10 toneladas. Estudiando a diversas especies de cocodrilos, se logró suponer que los sarcosucos podían ejercer con sus mandíbulas una fuerza de más de 8 toneladas al cerrar la mordida. Análisis realizados con modelos biomecánicos de los cráneos de Sarcosuchus, Deinosuchus y Purussaurus han indicado que estos dos últimos pudieron haber sido capaces de realizar la maniobra conocida como "giro de la muerte", que es usada por los crocodilianos actuales para subyugar y desmembrar a sus presas, mientras que el cráneo de Sarcosuchus resultaba demasiado estrecho como para soportar las tensiones asociadas a dicha actividad.
Medía cerca de 12 metros de largo, tenía escamas de 30 cm de largo, pesaba alrededor de 8.000 kilos y su mandíbula medía 1,80 metros de largo. A diferencia de los cráneos de otros cocodrilos, el de Sarcosuchus se ensancha hacia la parte delantera. Se alimentaba de peces y pequeños y medianos dinosaurios que atrapaba en los cursos del agua. Su morfología era similar a la de los gaviales actuales. Sus ojos estaban en la parte superior del cráneo, lo que le permitía ocultarse debajo del agua. Los científicos estiman que el cocodrilo llegaba a su tamaño adulto a la edad de 50 o 60 años, por el estudio de sus escamas. 
Poseía una ampolla nasal, con una cavidad situada al final de sus mandíbulas. Se supone que por esta ampolla el animal tenía una buena capacidad olfativa.

## Paleoecología
El Sarcosuchus coexistió con dinosaurios terópodos y otros cocodrilos, habitando cerca de la orilla de los ríos. De este modo, compitió con el suchomimus y otros cocodrilos por el territorio. Durante su tiempo, en África ya habían altas temperaturas, pero el Sarcosuchus, siendo de sangre fría, no era muy afectado por este hecho. Aunque no lo pueda llegar a parecer, el Sarcosuchus también coexistió con saurópodos de gran tamaño como el Paralititan.

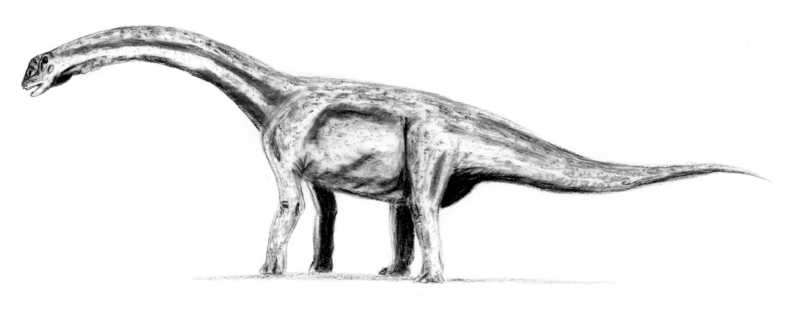
Paralititan

## Galería

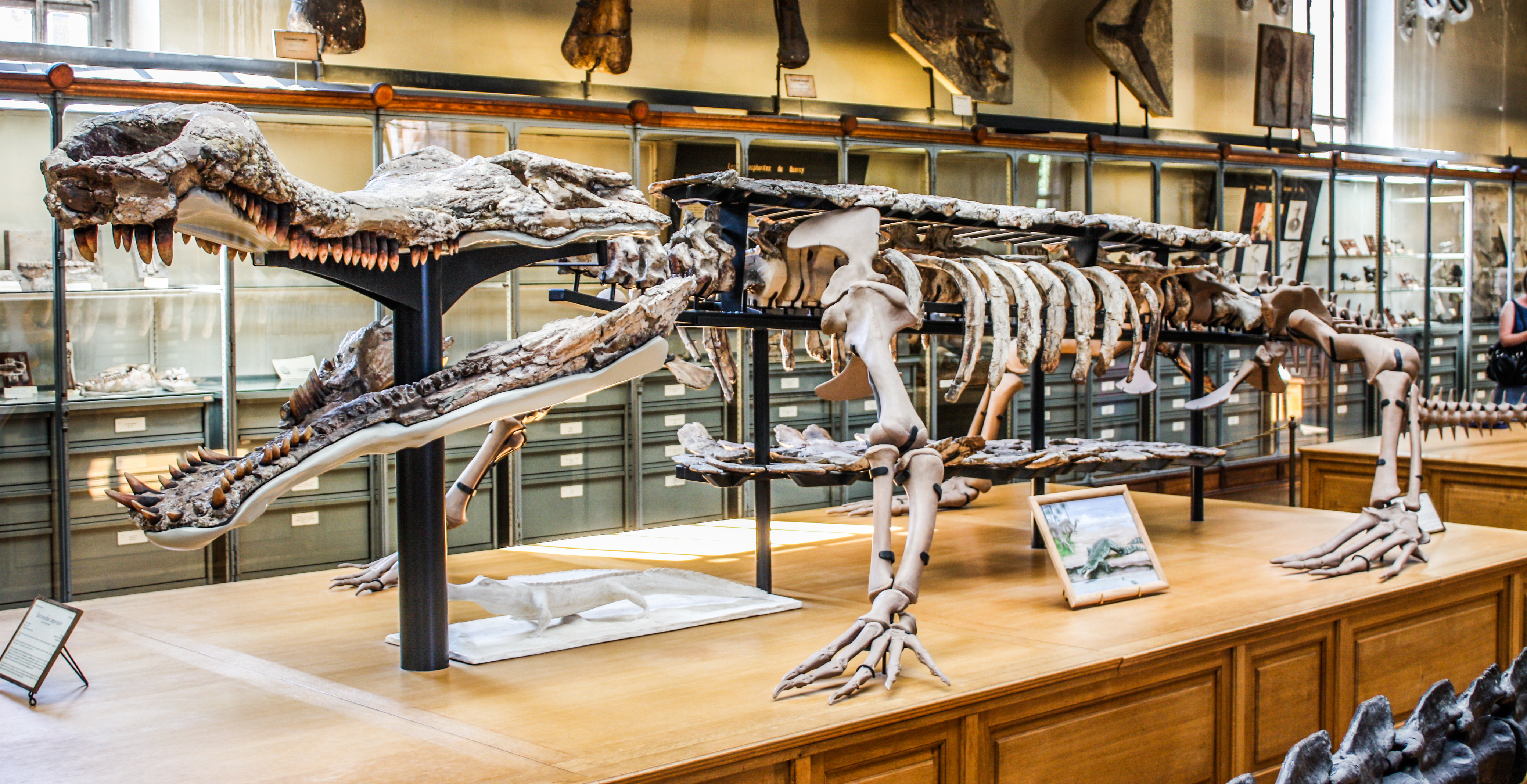
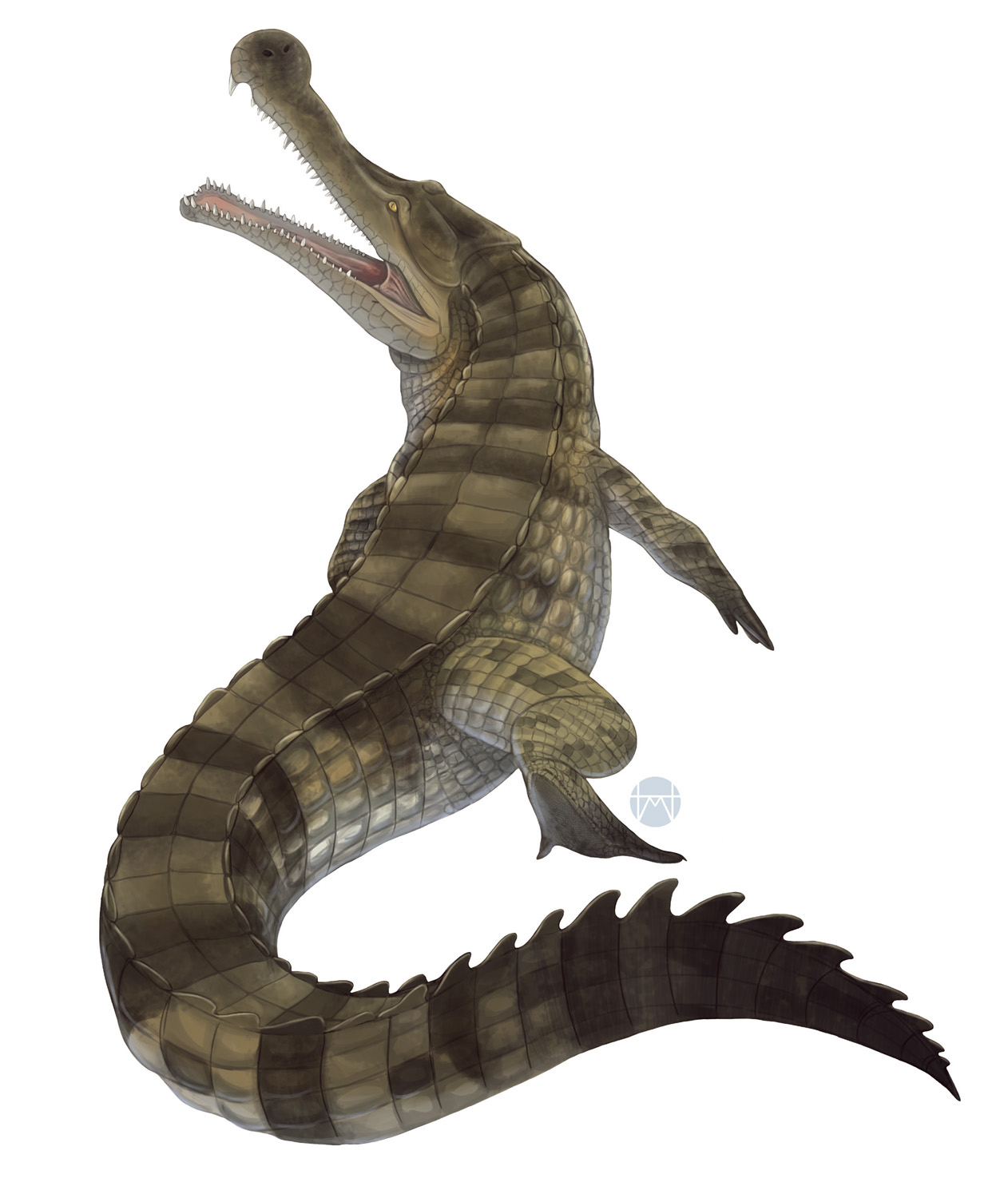
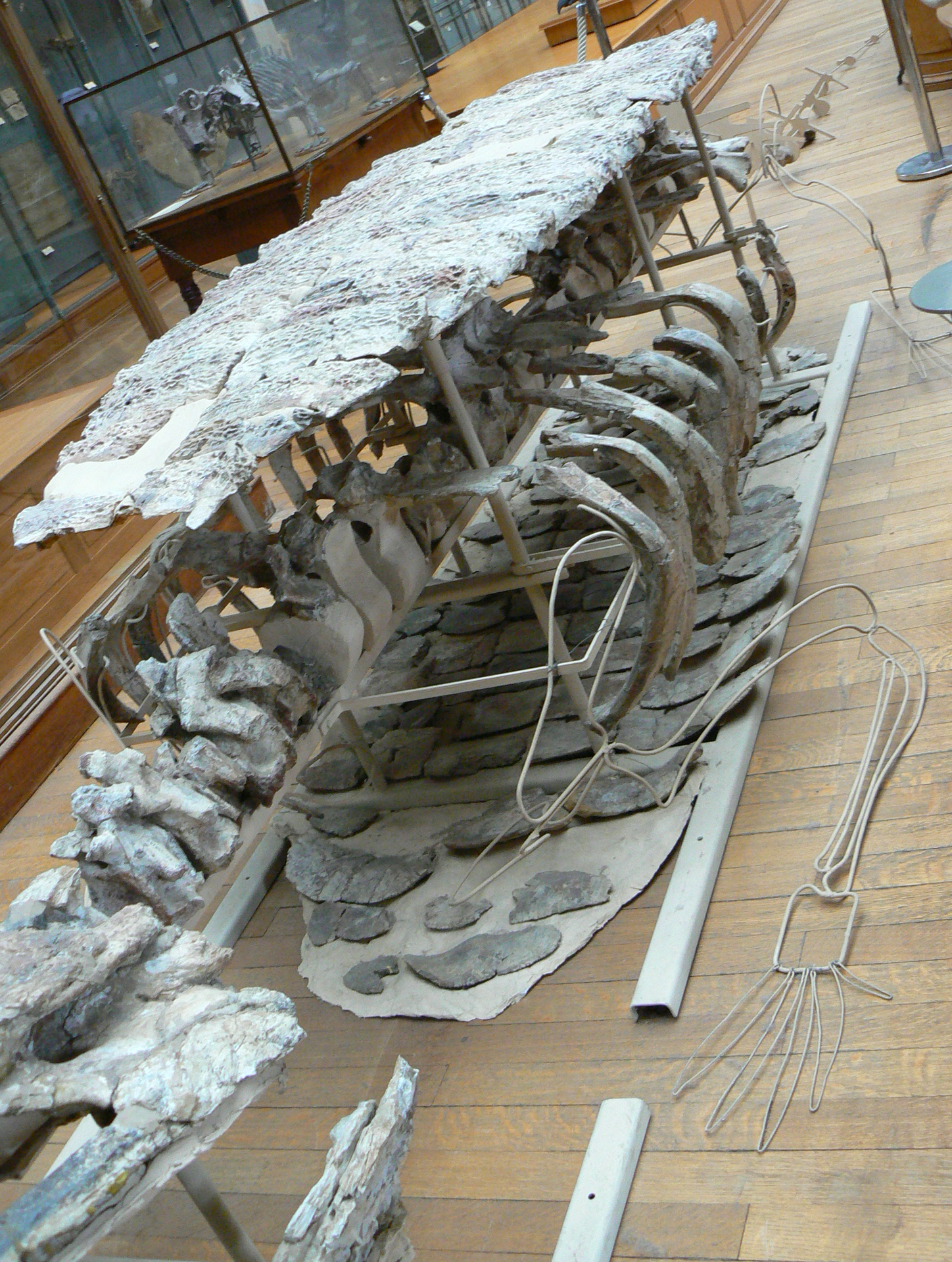
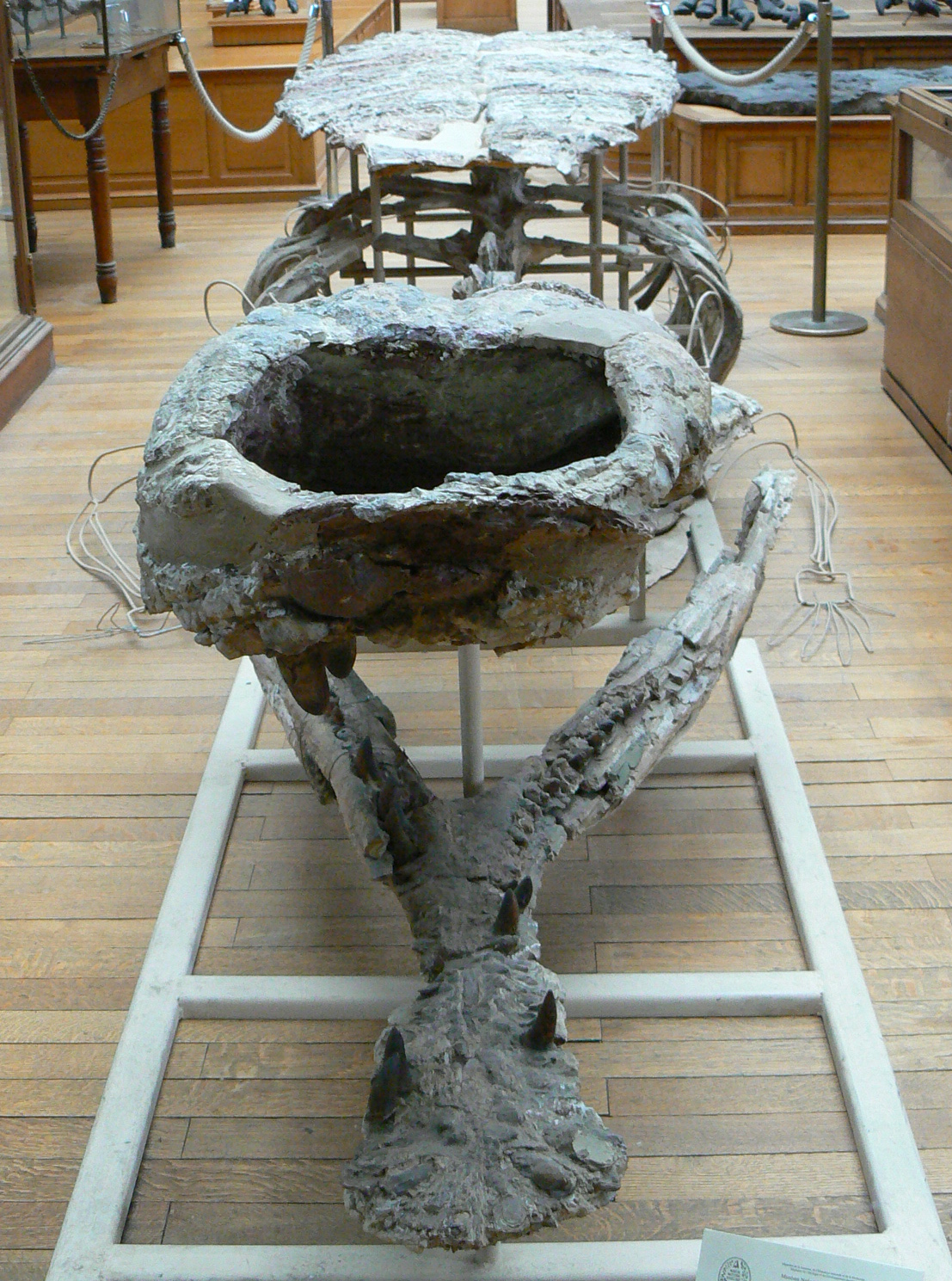
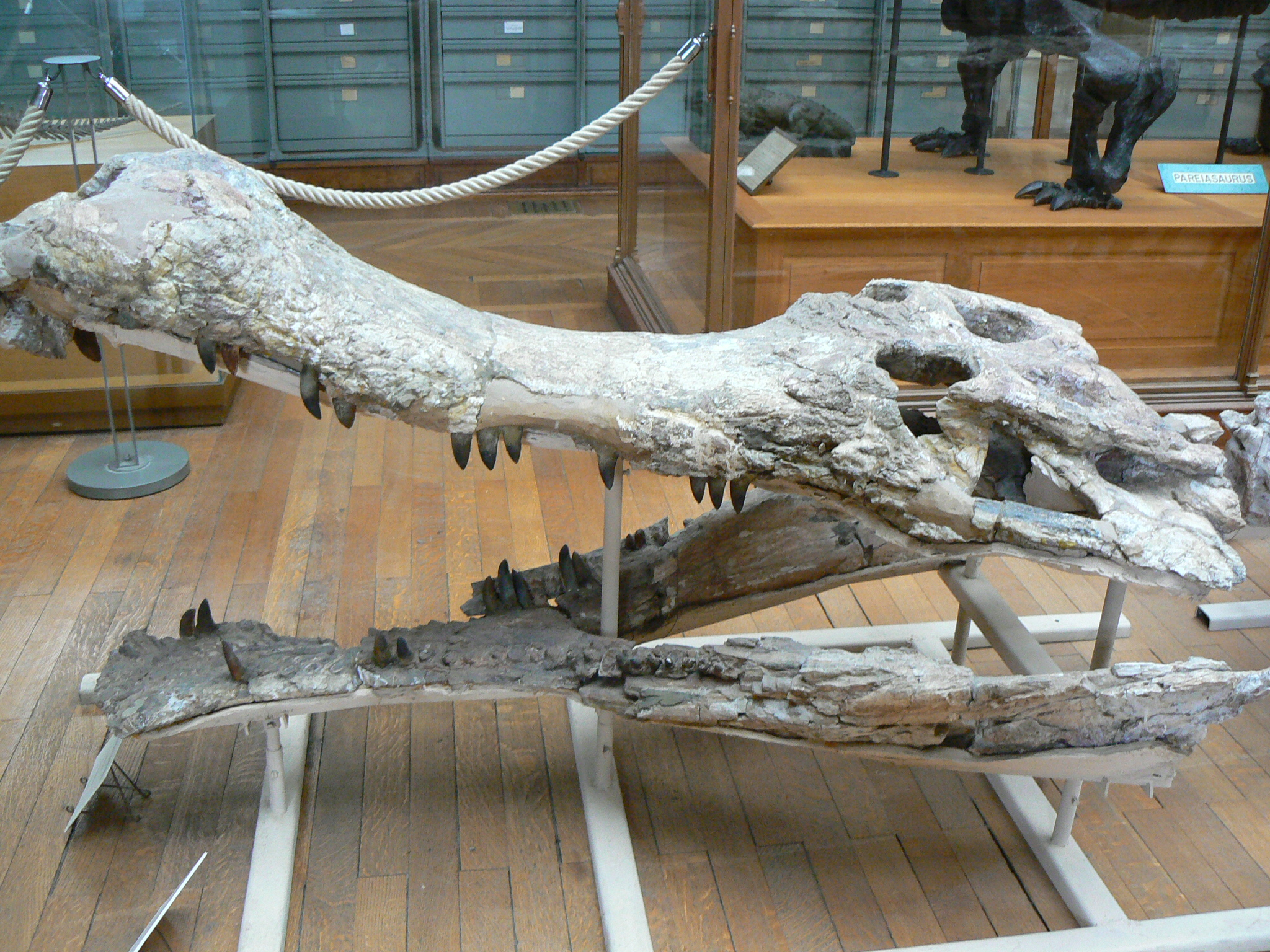
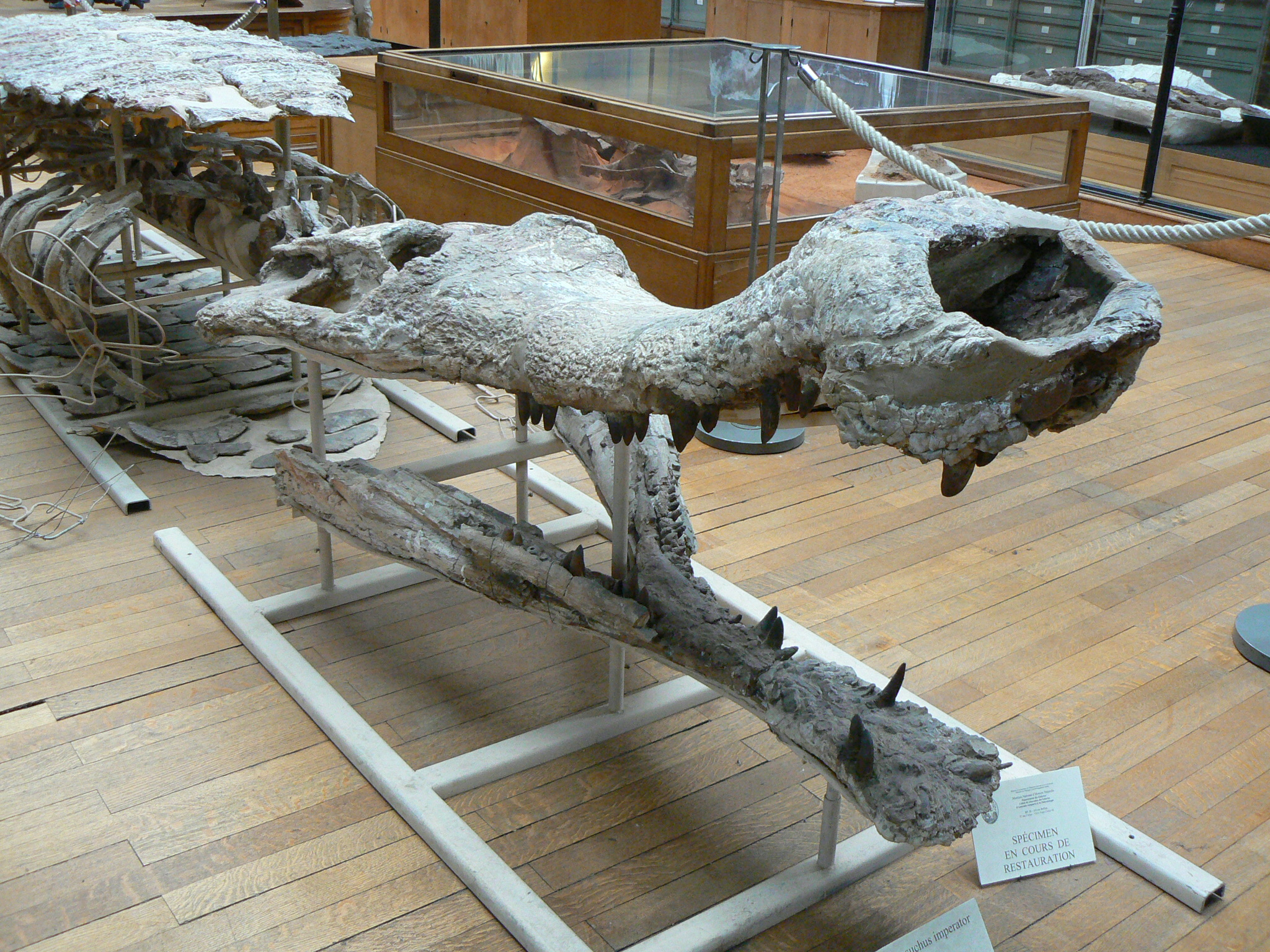